# Sten Karling
Sten Ingvar Karling, född 13 januari 1906 i Barberton, Ohio, USA, död 10 december 1987 i Stockholm, var en svensk professor i konsthistoria och konstkritiker.

## Biografi
Karling var son till ingenjören Axel Karling och Elisabeth Boman. Han utbildade sig vid Göteborgs högskola, där han blev filosofie licentiat i konsthistoria och konstteori 1929 på avhandlingen Trädgårdskonstens historia i Sverige: intill Le Nôtrestilens genombrott och filosofie doktor 1931. Han var docent vid nämnda lärosäte 1931–1947. Han tjänstgjorde som professor vid universitetet i Dorpat 1933–1941. År 1946 utnämndes han till professor i de bildande konsternas teori och historia i Stockholm.
Han publicerade ett antal uppsatser om äldre arkitektur, trädgårdskonst och konstindustri i Rig bland annat Svenska trädgårdskonsten och utgav 1931 Svenska trädgårdskonstens historia i Sverige intill Le Notre-stilens genombrott.
Han kallades till ledamot av Kungliga Vetenskaps- och Vitterhets-Samhället i Göteborg 1950, till hedersledamot av Kungliga Akademien för de fria konsterna och till ledamot av Kungliga Vitterhets Historie och Antikvitets Akademien 1961.
Sten Karling är begravd på Nya kyrkogården i Torshälla.